# Філіпп II (римський імператор)
Марк Ю́лій Севе́р Філі́пп (лат. Marcus Iulius Severus Philippus; 237 — 249), також відомий як Філіпп Моло́дший — римський імператор у 247—249 роках, який правив під час кризи Римської імперії III століття. Був формальним співправителем свого батька, імператора Філіппа I Араба. Отримав титул цезаря у віці 7 років та титул августа — у 10 років.

## Біографія
Народився в сім'ї Філіппа I Араба (до того, як той став імператором) та його дружини Отацилії Севери. Мати його походила з відомої плебейської родини, а батько був римським громадянином родом і провінції Аравія Петрейська. Також, згідно з нумізматичними джерелами, Філіпп-молодший мав сестру, Юлію Северу (або Северіну), та брата, Квінта Філіппа Севера.
Після того, як Філіпп-старший став імператором у 244 році, його сину одразу було надано титул цезаря. А вже в 247 році Філіпп ІІ спочатку обійняв посаду консула, а згодом прийняв титул августа та став співправителем свого батька. Саме цього року відзначалася тисячна річниця з дня заснування Риму.
З 248 року Філіпп Араб вів боротьбу з кількома претендентами на престол. Зрештою в 249 році він загинув у битві з Децієм, який став новим імператором. Відомості про смерть Філіппа Молодшого в античних авторів різняться. Згідно з однією з версій, він загинув під Вероною разом зі своїм батьком. За іншими джерелами, тільки-но відомості про поразку Філіппа досягли Риму, його сина було вбито преторіанцями. Після смерті батько та син були обожнені сенатом.